# Кидуш (фильм)
Кидуш (ивр. קדוש‎) — фильм 1999 года израильского режиссёра Амоса Гитая по сценарию, который он написал в соавторстве с Элиетт Абекассис; в главных ролях — Яэль Абекассис, Йорам Хаттаб, Мейталь Барда, Ури Клаузнер и Юсуф Абу-Варда. 
Фильм был представлен на Каннском кинофестивале 1999 года.

## Сюжет
«Кидуш» — драма об обществе харедим. В первой сцене Меир (Йорам Хаттаб), молодой учёный-талмудист, благодарит Бога в своих утренних молитвах за то, что он не родился женщиной. Поначалу брак Меира и его жены Ривки (Яэль Абекассис) кажется нежным и идиллическим, но по мере развития фильма становится ясно, что Меир обеспокоен тем фактом, что после десяти лет брака у него нет детей. Отец Меира, раввин их общины в Иерусалиме, говорит Меиру, что он должен развестись с Ривкой, потому что единственная функция женщины — рожать детей. В конце концов Меир подчиняется, что эмоционально разрушает Ривку, и она уезжает, чтобы Меир мог жениться на кузине. 
Младшая сестра Ривки, Малка, выходит замуж за Йосефа по договоренности её родителей, хотя она любит Яакова, рок-певца, который отказался от религиозной общины. Когда Йосеф становится к ней сексуально холоден, она уходит на ночь к Яакову; когда она возвращается, Йосеф называет её «шлюхой» и бьёт ремнём. Она выбегает из их квартиры.
Меир, разведённый с Ривкой и повторно женившийся, появляется в её квартире на праздник Пурим (когда мужчины традиционно напиваются) и хочет быть с ней (мужчина-харедим обычно никогда не остаётся наедине с женщиной, которая не является его женой). Она сразу уходит. Мы не видим, что происходит, но когда Малка бежит в квартиру Ривки после того, как Йосеф избивает её, Ривка лепечет о том, что беременна. 
В сцене, которая могла бы быть сном или аллегорией, Ривка приходит к спящему Меиру, ложится рядом с ним и обнимает его, но он не просыпается (и его новая жена не присутствует, что позволяет предположить, что на самом деле это не сюжетная линия). В конце концов она засыпает на нём. Он просыпается и не может её разбудить. Он трясёт Ривку и пытается её разбудить, но она, по-видимому, умерла от разбитого сердца. Фильм заканчивается тем, что Малка, покинув Йосефа, одна осматривает Иерусалим.

## В ролях
- Яэль Абекассис — Ривка
- Йорам Хаттаб — Меир
- Мейтал Барда — Малка
- Ури Клаузнер — Йосеф (как Ури Ран-Клауснер)
- Юсуф Абу-Варда[англ.] — рав Шимон
- Леа Кёниг — Элишева (как Леа Кёниг)
- Сами Хури — Yaakov
- Ривка Михаэли — гинеколог
- Самуэль Кальдерон — дядя Шмуэль
- Ноа Дори — Ноа
- Ширин Кадивар — Леха

## Критика
Фильм был охарактеризован как «мощный, несмотря на слабую режиссуру» и отмечен за документирование истории Иерусалима и ортодоксальных еврейских общин. 
Фильм был рецензирован в New York Times.